# Phare de Point Hueneme
Le phare de Point Hueneme est un phare situé à Port Hueneme  à l'entrée du canal de Santa Barbara, dans le Comté de Ventura (État de la Californie), aux États-Unis.
Ce phare est géré par la Garde côtière américaine, et les phares de l'État de Californie sont entretenus par le District 11 de la Garde côtière .

## Histoire
Le phare original a été achevé en 1874 à Point Hueneme , après la construction d'un quai de 270 m en 1872. Lorsqu'une tempête a détruit le quai en 1938, le district d'Oxnard Harbour a été formé.
La structure du nouveau phare a été achevée en 1941. La lentille de Fresnel de 4e ordre a été utilisée jusqu'en 2013. En novembre 2012, le Conseil du patrimoine culturel du comté de Ventura a voté pour la préservation de l'objectif 1899 en le retirant du service actif. Il est maintenant exposé sur un étage inférieur du phare pour être visible par le public.
Le phare original de 1874 a été conçu par Paul J. Pelz (en) , qui a également conçu d'autres stations comme le phare de Point Fermin, le phare d'East Brother Island, le phare de Mare Island Light....

## Description
Le phare actuel est une tour carrée dressée sur une maison d'un étage de style Art déco. La tour, avec galerie et lanterne, mesure 15 m de haut. Elle est équipée d'une corne de brume.
Il émet, à une hauteur focale de 16 m, un éclat blanc toutes les 5 secondes. Sa portée est de 20 milles nautiques (environ 37 km).
Identifiant : ARLHS : USA-693 - Amirauté : G3926 - USCG : 6-0190 .
|                        |
| Canal de Santa Barbara |

|              |
| Ancien phare |

|          |
| Le phare |

### Lien connexe
- Liste des phares de la Californie